# Wapen van Kats

Het wapen van de voormalige gemeente Kats

Het wapen van Kats werd gebruikt tussen de 17e eeuw en 1941. Het wapen is echter nooit officieel door de Hoge Raad van Adel aan de gemeente Kats toegekend. In 1941 is de gemeente opgegaan in de gemeente Kortgene, wat dus ook inhoudt dat het gemeentewapen sinds 1941 niet meer gebruikt is. De gemeente Kortgene is op zijn beurt in 1995 opgegaan in de huidige gemeente Noord-Beveland. 

## Geschiedenis
Omdat het wapen nooit door de Hoge Raad van Adel is erkend, of toegekend, is het nooit een officieel wapen geweest. Het wapen is gelijk aan het wapen van de heerlijkheid Kats en van het familiewapen van het geslacht Van Cats. De gemeente Kats heeft het later officieus overgenomen. Een eerste bekende vermelding stamt uit 1696 in de Cronyk van Zeeland. 

## Beschrijving
Omdat de gemeente geen officieel wapen voerde is er geen beschrijving van opgenomen in het register. Het wapen zag er als volgt uit:
 In sabel 2 golvende dwarsbalken van zilver, vergezeld van drie ruiten van goud, geplaatst twee boven en één onder de balken.
Het wapen was zwart met daarop twee zilveren golvende dwarsbalken. Boven de balken twee gouden ruiten en onder de balken een gouden ruit.
Aagtekerke
· Aardenburg
· Arnemuiden
· Axel
· Baarland
· Bath
· Biervliet
· Biggekerke
· Bloois
· Bommenede
· Borssele
· Boschkapelle
· Botland
· Breskens
· Brigdamme
· Brijdorpe
· Brouwershaven
· Bruinisse
· Burgh
· Buttinge
· Cadzand
· Clinge
· Colijnsplaat
· Domburg
· Dreischor
· Driewegen
· Duiveland
· Duivendijke
· Elkerzee
· Ellemeet
· Ellewoutsdijk
· Eversdijk
· Gapinge
· Graauw en Langendam
· 's-Gravenpolder
· Grijpskerke
· Groede
· Haamstede
· 's-Heer Abtskerke
· 's-Heer Arendskerke
· 's-Heer Hendrikskinderen
· 's-Heerenhoek
· Heille
· Heinkenszand
· Hengstdijk
· Hoedekenskerke
· Hoek
· Hontenisse
· Hoofdplaat
· Hoogelande
· IJzendijke
· Kapelle
· Kats
· Kattendijke
· Kerkwerve
· Klaaskinderkerke
· Kleverskerke
· Kloetinge
· Koewacht
· Kortgene
· Koudekerke
· Krabbendijke
· Kruiningen
· Looperskapelle
· Maire
· Mariekerke
· Meliskerke
· Middenschouwen
· Nieuw- en Sint Joosland
· Nieuwerkerk
· Nieuwerkerke
· Nieuwlande
· Nieuwvliet
· Nisse
· Noordgouwe
· Noordwelle
· Oostburg
· Oosterland
· Oostkapelle
· Oost-Souburg
· Oost- en West-Souburg
· Ossenisse
· Oud-Vossemeer
· Oudelande
· Ouwerkerk
· Overslag
· Ovezande
· Philippine
· Poortvliet
· Renesse
· Rengerskerke en Zuidland
· Retranchement
· Rilland
· Rilland-Bath
· Ritthem
· Sas van Gent
· Scherpenisse
· Schoondijke
· Schore
· Serooskerke (Schouwen-Duiveland)
· Serooskerke (Veere)
· Sinoutskerke en Baarsdorp
· Sint Anna ter Muiden
· Sint-Annaland
· Sint Jansteen
· Sint Kruis
· Sint Laurens
· Sint-Maartensdijk
· Sint Philipsland
· Sirjansland
· Sluis
· Sluis-Aardenburg
· Stavenisse
· Stoppeldijk
· Valkenisse (Walcheren)
· Valkenisse (Zuid-Beveland)
· Vogelwaarde
· Vrouwenpolder
· Waarde
· Waterlandkerkje
· Wemeldinge
· West-Souburg
· Westdorpe
· Westenschouwen
· Westerschouwen
· Westkapelle
· Westkapelle-Buiten en Sirpoppekerke
· Westkerke
· Wissekerke
· Wissenkerke
· Wolphaartsdijk
· Yerseke
· Zaamslag
· Zierikzee
· Zonnemaire
· Zoutelande
· Zuiddorpe
· Zuidzande
· Zwake

Dorpswapens: Geersdijk
· Hansweert
· Kamperland